# Embong Ijuk
Embong Ijuk is een bestuurslaag in het regentschap Kepahiang van de provincie Bengkulu, Indonesië. Embong Ijuk telt 1675 inwoners (volkstelling 2010).